# 日本トランスシティ
日本トランスシティ株式会社（にほんトランスシティ、英: Japan Transcity Corporation)は、三重県四日市市に拠点を置き、倉庫業や運輸業を中心に営む企業(株式会社)である。
倉庫業は四日市倉庫を母体として、後に四日市港運を吸収合併して運輸業を始めた。
同社は、倉庫業界においては第4位で、総合物流企業としては中部地区最大である。

## 営業種目および関連会社
事業領域とその関連会社(子会社と関係会社)は次のとおりである。
営業種目
倉庫業
港湾運送業
国際複合一貫輸送業及び代理業
通関業
貨物自動車運送業・貨物利用運送業(水屋) (代理業を含む)
自動車整備業
医薬品・医薬部外品・化粧品及び医療機器の包装と表示及び保管
発電および送電に関する事業
不動産の売買、賃貸借及び管理業
土木・建築の設計・施工及び工事監理
スポーツ施設の運営
関連会社(日本国内)

倉庫業
倉庫構内作業 ‐ トランスシティサービス・関西トランスシティサービス・中部トランスシティサービス・水島トランスシティサービス・鹿島トランスシティサービス・トランスシティロジワークス三重・四日市物流サービス(YBS)
物流センターの運営管理・流通加工作業 ‐ トランスシティロジスティクス中部
倉庫施設の賃貸および管理運営 ‐ 四日市港国際物流センター・霞北埠頭流通センター
石炭の保管および関連事業 ‐ 中部コールセンター
貨物利用運送業・倉庫業・輸出入代行業 ‐ ジェイトランス
倉庫業(冷凍・冷蔵貨物) ‐ 極東冷蔵
倉庫施設(穀物サイロ)の専用貸付 ‐ 四港サイロ
倉庫施設の賃貸および管理運営 ‐ 南大阪埠頭
運送業
貨物自動車運送業・貨物利用運送業(水屋) ‐ 関東シティフレイト・鹿島シティフレイト・大阪シティフレイト・中部シティフレイト・九州シティフレイト・TSトランスポート・四倉運輸・亀山トランスポート・高橋梱包運輸・タカスエトランスポート
港湾運送業
港湾運送業・船舶代理店業・通関業 ‐ 四日市海運・ワイケイ物流サービス
船舶支援業(給水業・通船業・綱取放業など) ‐ 四日市ポートサービス(YPS)
港湾運送業・通関業・倉庫業・自動車運送取扱業 ‐ 朝日海運
港湾運送業・通関業・輸出入貨物取扱業 ‐ 東西荷扱所
船舶代理店業 ‐ 愛三商船
港湾運送関連事業・船舶代理店業・海上運送取扱業 ‐ 四日市シッピング
コンテナ埠頭の管理および運営 ‐ 四日市コンテナターミナル
その他
不動産業・建設業・損害保険代理業 ‐ ヨンソー開発
輸出入液体化学品を取扱い ‐ 四日市ケミカルステーション
梱包業・不動産賃貸 ‐ 四日市梱包
ゴルフ場経営やゴルフ場のコース管理およびハウス清掃 ‐ 三鈴開発・三鈴緑化サービス
自動車や建設機械等の整備および修理業・損害保険代理業 ‐ セントラル自動車整備
情報ネットワークシステムの企画・開発・保守・運用管理 ‐ トランスシティコンピュータサービス
石材の採取・砕石の販売 ‐ 多度開発
食肉・畜産加工品などの販売 ‐ 四日市ミート・センター・セントラルミート・パック
輸出入代行業 ‐ アーガスインターナショナル
移動式水素ステーションの運営 ‐ みえ水素ステーション
関連会社(海外)

アメリカ ‐ Trancy Logistics America(⟮旧⟯Yokkaichi America Corporation)
メキシコ ‐ Trancy Logistics Mexico
ドイツ ‐ Trancy Logistics (Europe)
ハンガリー ‐ Japan Transcity
タイ ‐ Trancy Logistics (Thailand)(⟮旧⟯Yokkaichi (Thailand))
フィリピン ‐ Trancy Logistics Philippines
マレーシア ‐ Trancy Logistics (Malaysia)
ベトナム ‐ Trancy Logistics (Vietnam)
カンボジア ‐ Trancy Logistics (Cambodia)
ベトナム ‐ Japan Transcity・Trancy Distribution(Vietnam)

インドネシア ‐ Naditama-Trancy Logistics Indonesia
中国 ‐ Japan Transcity・Trancy Logistics (H.K.)・Trancy Logistics (Shanghai)

## 沿革
- 1895年6月 - 四日市倉庫が設立される。
- 1942年12月 - 港湾運送業等統制令に基づき、四日市港の47業者により四日市港運が設立される。
- 1943年11月 - 四日市港湾荷役(⟮現⟯四日市海運)が設立される。
- 1945年10月 - 四日市港運が、四日市倉庫を吸収合併して、社名を四日市港運倉庫に変更する。
- 1947年5月 - 冷凍倉庫部門が、分離されて極東冷蔵として発足する。
- 1949年5月 - 社名を四日市倉庫に変更する
- 1949年11月 - 名古屋証券取引所に株式を上場する
- 1950年7月 - 通運事業および一般貸切貨物自動車運送事業を開始する
- 1957年7月 - 大阪証券取引所に株式を上場する
- 1961年10月  - 東京証券取引所に株式を上場する
- 1963年5月 - セントラル自動車整備を設立する
- 1970年7月 - 朝日海運へ資本参加する
- 1974年7月 - 三鈴開発を設立する
- 1977年2月 - 四倉不動産(⟮現⟯ヨンソー開発)を設立する
- 1981年6月 - 住友商事との合弁で中部コールセンターを設立する
- 1985年5月 - Yokkaichi America Corporation(⟮現⟯Trancy Logistics America Corporation)をアメリカに設立する
- 1990年2月 - Yokkaichi (Thailand)(⟮現⟯Trancy Logistics(Thailand))をタイに設立する
- 1991年10月 - Trancy Logistics (Singapore)をシンガポールに設立する
- 1992年4月 - 日本トランスシティに社名を変更する
- 1995年4月 - 四日市港国際物流センターを設立する
- 1996年12月 - Trancy Logistics (H.K.)を香港に設立する
- 2000年5月 - Trancy Logistics Philippinesをフィリピンに設立する
- 2000年9月 - Trancy Logistics (Malaysia)をマレーシアに設立する
- 2000年12月 - Naditama-Trancy Logistics Indonesiaをインドネシアに設立する
- 2001年2月 - 東西荷扱所へ資本参加する
- 2001年10月 - Trancy Logistics (Europe)をドイツに設立する
- 2002年10月 - トランスシティロジスティクス中部を設立する
- 2003年05月05日 - 大阪証券取引所での株式上場を廃止する
- 2004年8月 - Trancy Logistics Mexicoをメキシコに設立する
- 2005年12月 - Trancy Logistics (Shanghai)を中国に設立する
- 2010年1月 - Trancy Logistics (Vietnam)をベトナムに設立する
- 2011年8月 - Trancy Logistics (Cambodia)をカンボジアに設立する
- 2011年12月 - Trancy Logistics (Singapore)を清算する
- 2014年4月 - JSRの子会社であったJSR物流へ資本参加するとともにその社名をジェイトランスに変更する
- 2014年6月 - 霞北埠頭流通センターを設立する
- 2016年10月 - Trancy Distribution (Vietnam)をベトナムに設立する
- 2017年8月 - 本社を四日市港ポートビルへ移転する
- 2019年12月24日 - Trancy Distribution (Vietnam)をベトナムに設立する

## 註釈・出典
1. ↑  コーポレートガバナンス - 日本トランスシティ株式会社
2. 1 2 3 4 5 6 7 8 9 10 11  日本トランスシティ株式会社『第107期（2020年4月1日 - 2021年3月31日）有価証券報告書』（レポート）、2021年6月29日。
3. ↑  日本トランスシティ株式会社 定款 第1章第1条

1. ↑  日本トランスシティと取引関係にある企業による持株会
2. ↑  倉庫構内作業代理業を含む
3. ↑  コンテナやパレット等の輸送用機器及び荷役用機器の売買及び賃貸も行う